# Ecballium elaterium subsp. elaterium
Ecballium elaterium subsp. elaterium é uma subespécie de planta com flor pertencente à família Cucurbitaceae. 
A autoridade científica da subespécie é (L.) A. Rich. in Bory, tendo sido publicada em Dict. Class. Hist. Nat. 6: 19 (1824).
Os seus nomes comuns são momórdica, pepineiro-bravo, pepineiro-de-são-gregório, pepino-de-são-gregório ou pepineiro-selvagem.

## Portugal
Trata-se de uma subespécie presente no território português, nomeadamente em Portugal Continental.
Em termos de naturalidade é nativa da região atrás indicada.

## Protecção
Não se encontra protegida por legislação portuguesa ou da Comunidade Europeia.